# Mănăstirea Răchitoasa
Mănăstirea Răchitoasa este un complex monahal ortodox situat în comuna Răchitoasa, județul Bacău, România. Fondată la sfârșitul secolului al XVII-lea, este cunoscută atât pentru importanța sa spirituală, cât și pentru arhitectura reprezentativă a zonei Moldovei.

## Istoric
Mănăstirea a fost înființată în jurul anului 1697, fiind ctitorită inițial de călugărul Enache și susținută semnificativ de boierul moldovean Ilie Enache, o figură marcantă în istoria regiunii. Enache a fost un protector al ortodoxiei și a avut un rol important în dezvoltarea mănăstirii, contribuind la construcția bisericii și la stabilirea comunității monahale.
De-a lungul secolelor, mănăstirea a traversat perioade de prosperitate și declin. În timpul regimului comunist, activitatea monahală a fost suspendată, iar complexul a fost abandonat, suferind degradări semnificative.
În anii 2000, mănăstirea a fost restaurată printr-un amplu proiect finanțat din fonduri europene, ceea ce a permis redeschiderea sa ca locaș de cult și centru cultural.

## Arhitectură
Biserica mănăstirii este construită în stil moldovenesc, cu elemente arhitecturale brâncovenești, caracterizată prin o turlă centrală și o planimetrie specifică bisericilor ortodoxe din secolele XVII–XVIII. Fațadele sunt decorate cu motive tradiționale, iar interiorul păstrează fresce și icoane originale restaurate.

## Restaurare și dezvoltare
Proiectul de restaurare, cofinanțat prin Programul Operațional Regional 2007–2013, a implicat refacerea integrală a bisericii și a clădirilor anexă, precum și amenajarea unui spațiu turistic pentru vizitatori. Valoarea totală a investiției a depășit 3 milioane de euro.

## Figura lui Ilie Enache
Ilie Enache a fost un boier moldovean influent, cunoscut pentru sprijinul acordat bisericii ortodoxe și pentru implicarea sa în dezvoltarea culturală și spirituală a zonei Răchitoasa. Ca ctitor al mănăstirii, a contribuit semnificativ la ridicarea acesteia, fiind recunoscut pentru rolul său de protector și finanțator. De asemenea, a susținut comunitatea monahală, facilitând construirea și întreținerea lăcașului.

## Familie
Ilie Enache a fost căsătorit cu Teofana Racoviță, membră a influentei familii boierești Racoviță, cu legături înrădăcinate atât în Moldova cât și în Țara Românească. Uniunea celor doi a consolidat statutul social al familiei Enache și a permis accesul la rețelele politice moldovenești din jurul Curții domnești.

## Importanță culturală și turistică
Astăzi, Mănăstirea Răchitoasa este inclusă în lista monumentelor istorice protejate de către Institutul Național al Patrimoniului, având numărul de cod LMI BC-II-a-A-00892, și reprezintă un important punct de pelerinaj religios și de atracție turistică în județul Bacău.